# География Республики Корея
Южная Корея (столица — Сеул) — страна, расположенная в Восточной Азии, в южной части Корейского полуострова. Будучи расположенной на полуострове, Южная Корея имеет сухопутную границу только с одной страной (Корейской Народно-Демократической Республикой). Вдоль этой границы располагается Демилитаризованная зона. 
Почти вся страна окружена водой, длина прибрежной линии составляет 2 413 километров. На западе омывается Жёлтым морем, на юге — водами Корейского пролива и Восточно-Китайским морем, а на востоке — Японским морем. Площадь страны — 100 210 квадратных километров, из которых 290 квадратных километров занято водными ресурсами.

## Расположение

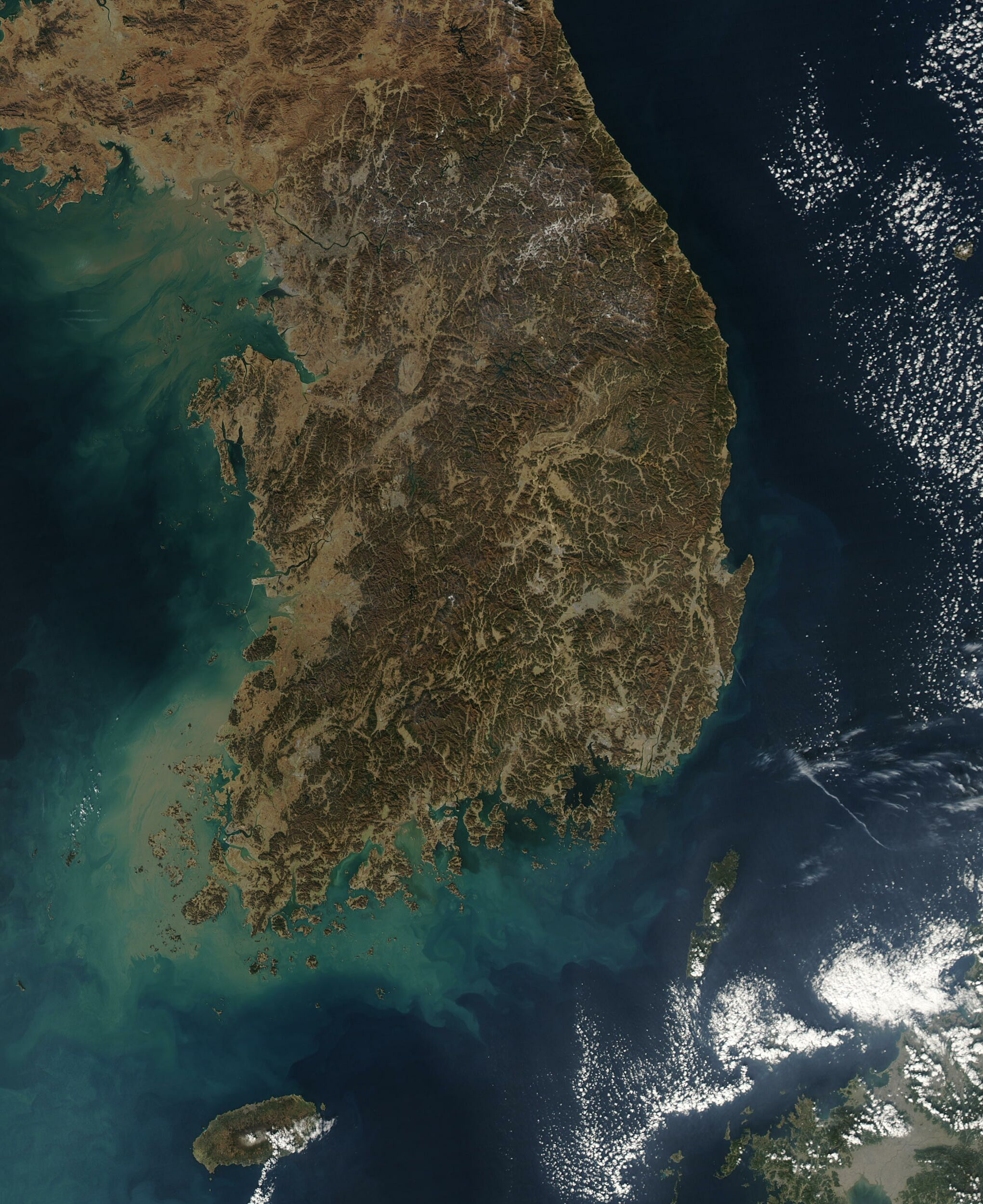
Южная Корея, вид со спутника.

Корейский полуостров протянулся примерно на 1000 километров с севера на юг в восточной части Азии. На расстоянии 200 км к юго-востоку от него, через Корейский пролив располагаются японские острова Хонсю и Кюсю, а в 190 километрах к западу лежит Шаньдунский полуостров, принадлежащий Китаю. Западное побережье полуострова омывается Западно-Корейским заливом на севере и Жёлтым морем на юге; восточное же побережье омывается Японским морем. Береговая линия полуострова длиной 8 640 километров сильно изрезана. Вокруг полуострова лежат 3 579 островов (в основном вдоль западного и южного побережья), большая часть из которых необитаема.
Северную границу Корейского полуострова обраузют реки Ялуцзян и Туманган, отделяющие Корею от северо-восточных провинций Китая и от Приморского края России. Изначально границу между двумя корейскими государствами образовывала 38-я параллель, однако после Корейской войны граница была изменена, а вдоль неё была образована Демилитаризованная зона.
Крупнейший остров страны — Чеджудо, располагающийся к югу от полуострова — имеет площадь 1 825 квадратных километров. Другие крупные острова — Уллындо в Японском море и Канхвадо в устье реки Ханган.
Крайние точки:
- низшая точка: 0 м над уровнем моря;
- высшая точка: Халласан, 1 950 м над уровнем моря.

## Топография и водная система

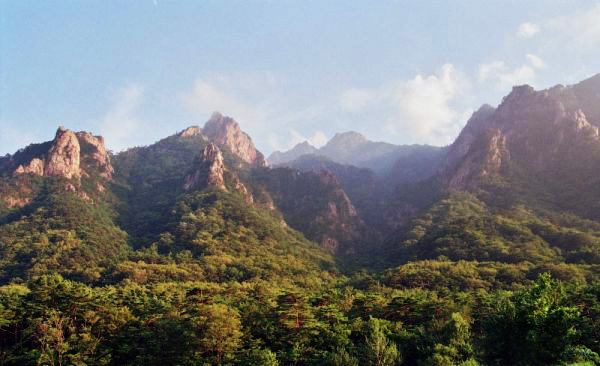
Национальный парк «Сораксан»

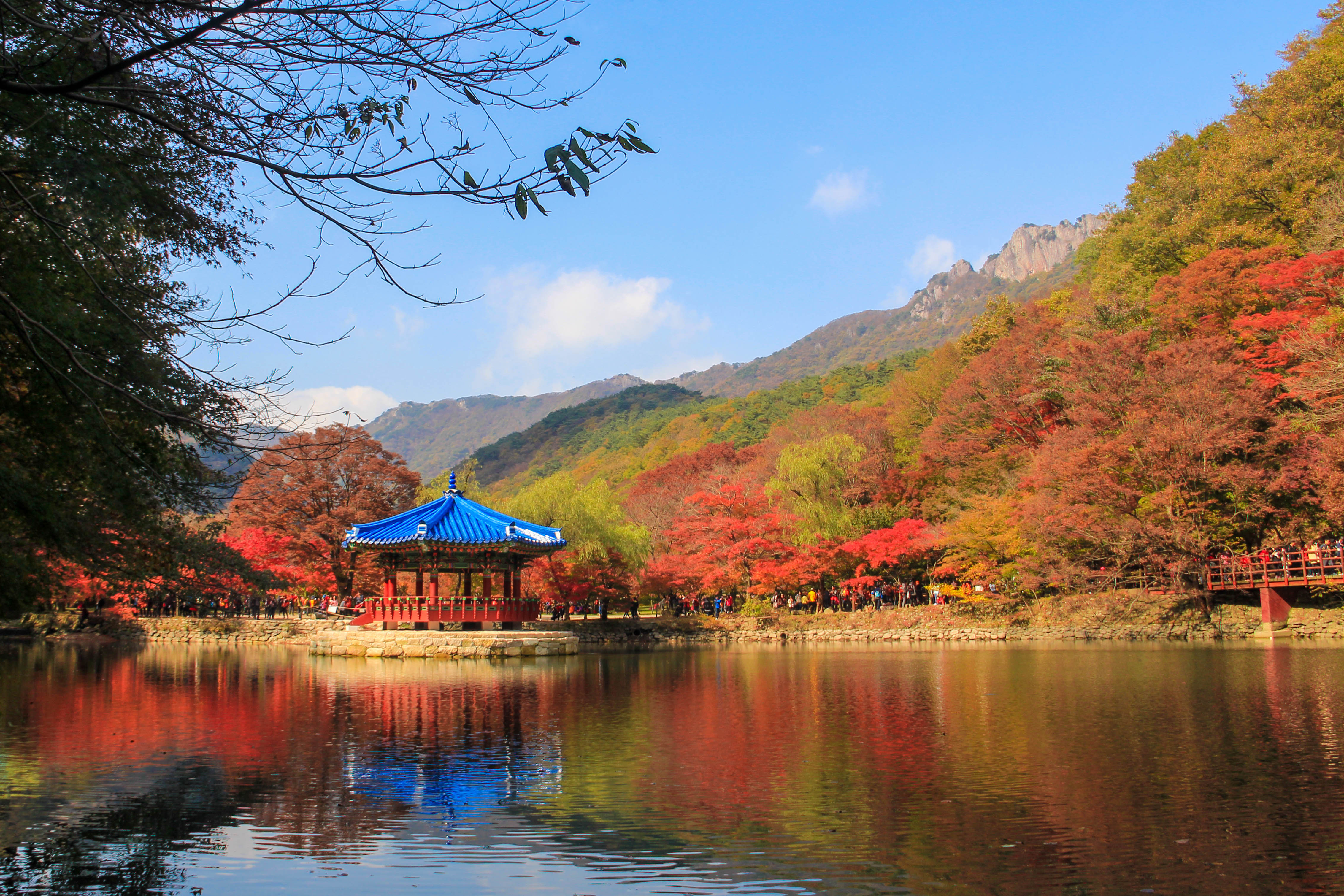
Природа страны осенью

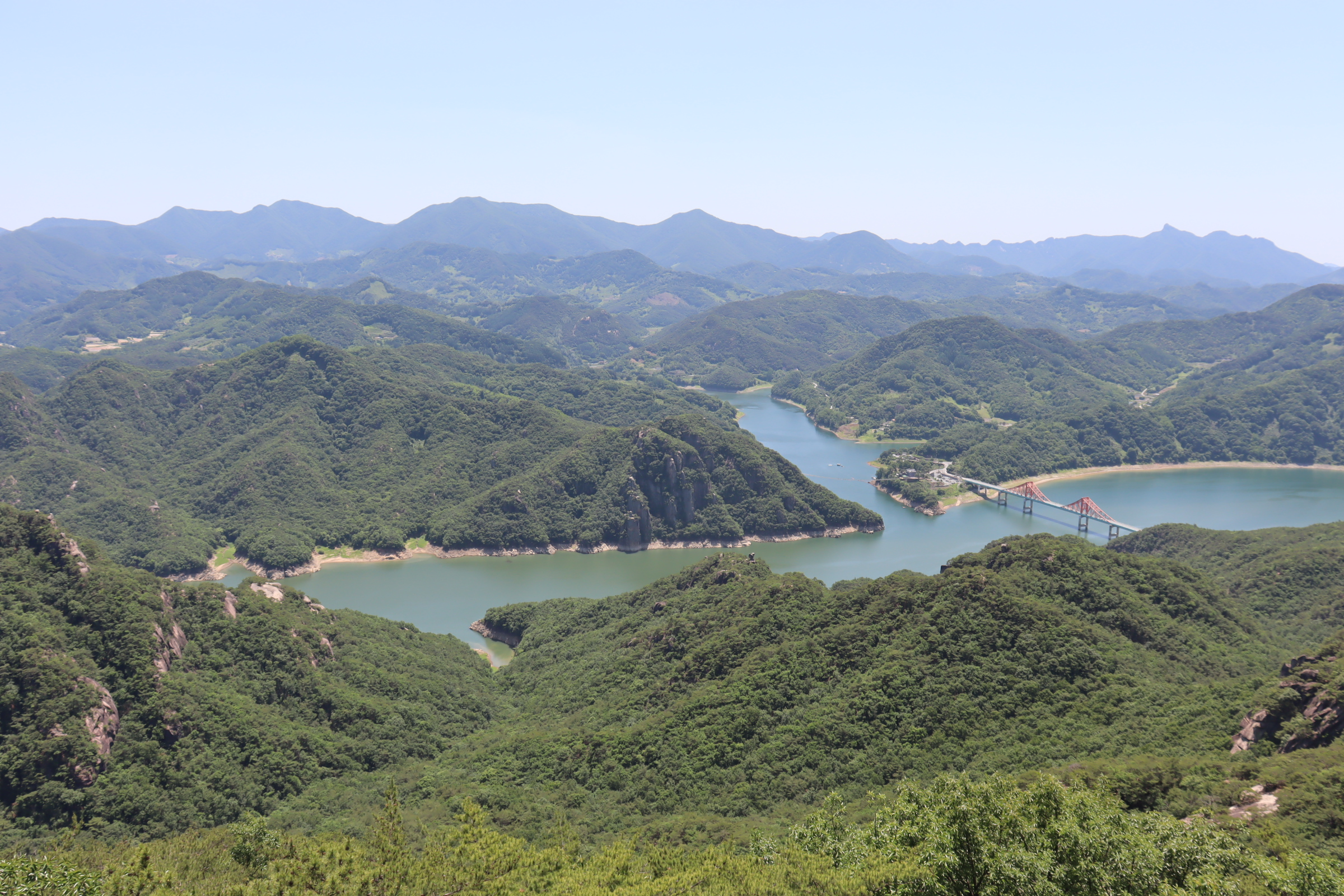
Возвышенности Южной Кореи

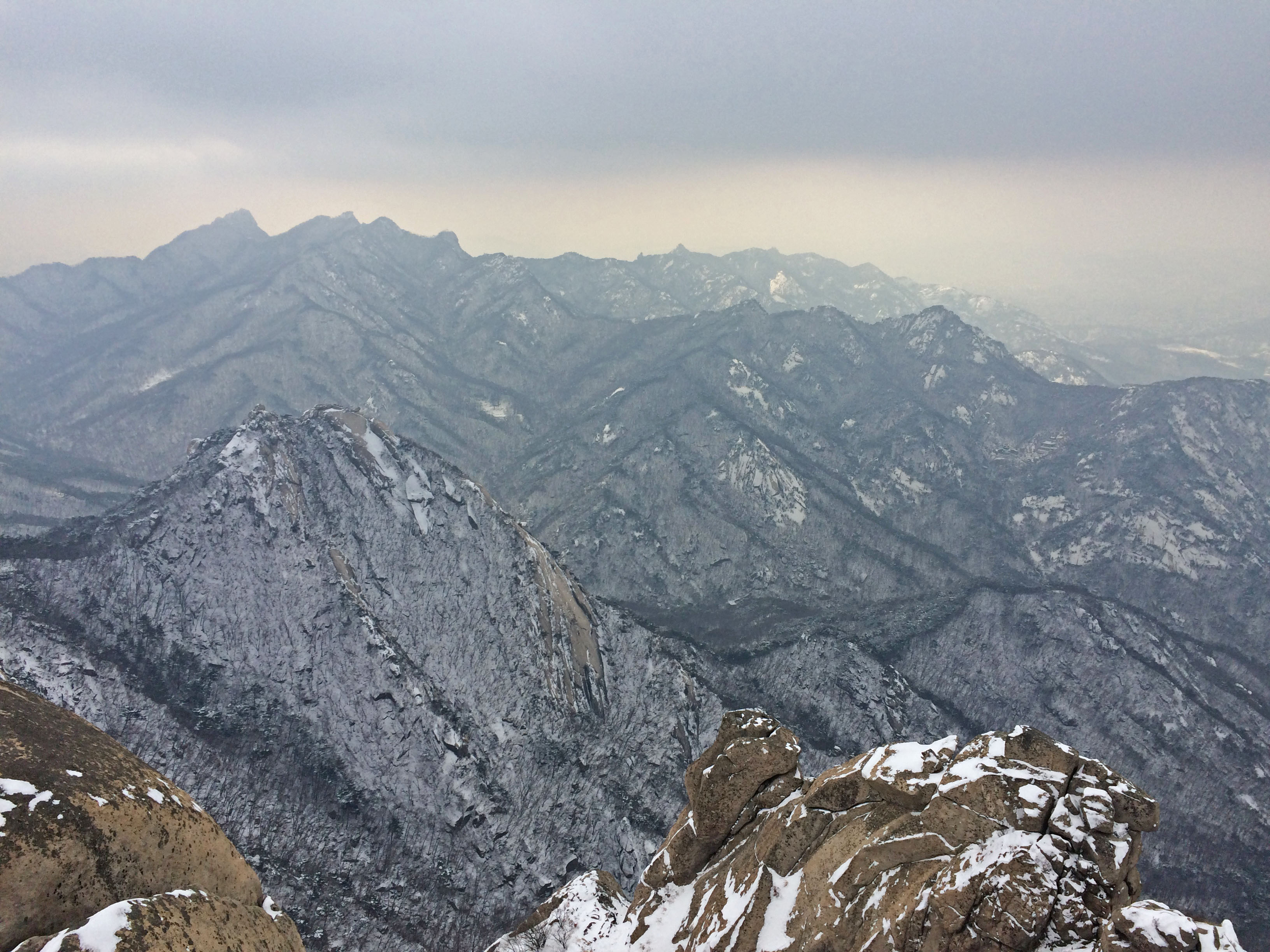
Горы зимой

Ранние европейские путешественники, побывавшие в Корее, отмечали, что полуостров похож на «море в сильный шторм» из-за того, что он почти полностью покрыт горами (они занимают 70 % его территории). Высочайшая точка Южной Кореи — потухший вулкан Халласан на острове Чеджудо (1947 м).
В отличие от Японии или северных провинций Китая, Корейский полуостров геологически спокоен. На нём нет активных вулканов и почти не случается сильных землетрясений. В хрониках, однако, можно найти упоминания о вулканической активности горы Халласан во время правления династии Корё (918—1392).
В течение веков население Кореи вырубало леса на всей территории страны за исключением некоторых горных областей. Вырубка лесов является основной причиной эрозии почвы и наводнений. В 1960-х годов в стране началась программа по восстановлению лесов Кореи, которая привела к улучшению положения — в настоящее время леса покрывают значительные области страны.

### Реки
Нактонган — самая длинная река в Южной Корее (521 км). Река Ханган, на которой стоит Сеул, имеет длину 514 км, а река Кымган — 401 км. Другие большие реки — Имджинган, протекающая по территории как Южной, так и Северной Кореи; Пукханган, приток Хангана, и Сомджинган. Главные реки текут с севера на юг и с востока на запад и впадают в Корейский пролив и в Жёлтое море. Реки относительно мелководные и уровень воды в них сильно зависит от сезонных изменений.

## Климат

Рекордный снегопад в Южной Корее. 6 марта 2004 года

Климат большей части страны — умеренный муссонный. На южном побережье и острове Чеджудо он субтропический муссонный. Движение воздушных масс из Азии оказывает большее влияние на климат, чем движение воздушных масс из Тихого океана.
Зима в Республике Корея относительно солнечная и сухая, на острове Чеджудо и восточном побережье она более влажная. Средние температуры января составляют 0..-4 °С в центре и на западе страны, −4..-7 °С в горах на северо-востоке, −1..+3 °С на восточном и южном побережье и до +6 °С на о. Чеджудо. Абсолютные минимумы температуры достигают на большей части страны −15..-25 °С и уменьшаются до −5..-15 °С в субтропиках.
Лето жаркое, влажное и продолжительное. Средние температуры августа изменяются от +24 °С на восточном побережье до +26 °С на юго-западе страны и острове Чеджудо. В горах с высотой лето становится прохладнее и короче. Средняя температура воды в августе в открытой части Японского моря и Корейского пролива повышается от +23 °С на севере до +27 °С близ о. Чеджудо.
В стране выпадает достаточно осадков для успешного земледелия — в среднем более 1000 миллиметров в год. В засушливые годы это число может быть ниже 750 миллиметров. Около двух третей всего годового количества осадков выпадает в дождливый сезон с июня по сентябрь.
Южная Корея меньше страдает от тайфунов, чем, к примеру, Япония, Тайвань, восточное побережье Китая или Филиппины. В год над страной проходят от одного до трёх тайфунов, обычно в августе, вызывая наводнения. В сентябре 1984 года над страной прошёл мощнейший тайфун, унеся жизни 190 человек и оставив без крова ещё 200 000.

## Природные ресурсы и использование земли
В Южной Корее добывается каменный уголь, вольфрам, графит, молибден, свинец.
Использование земли:
- пахотные земли: 21 %
- пастбища: 1 %
- лесные массивы: 65 %
- другое: 13 % (1993, оценка.)

Орошаемая земля: 13 350 км² (1993, оценка.)

## Растительность

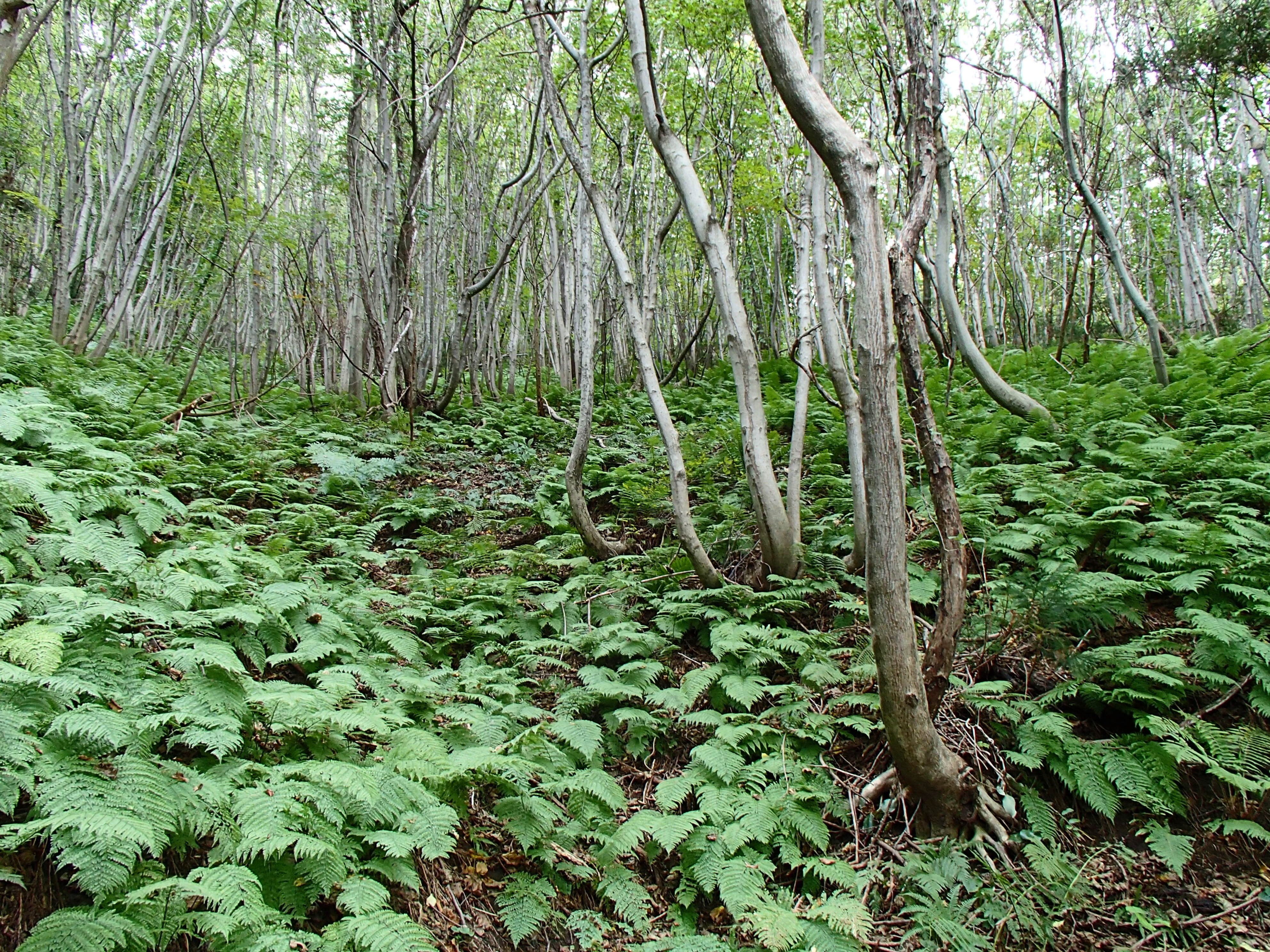
Лиственный лес

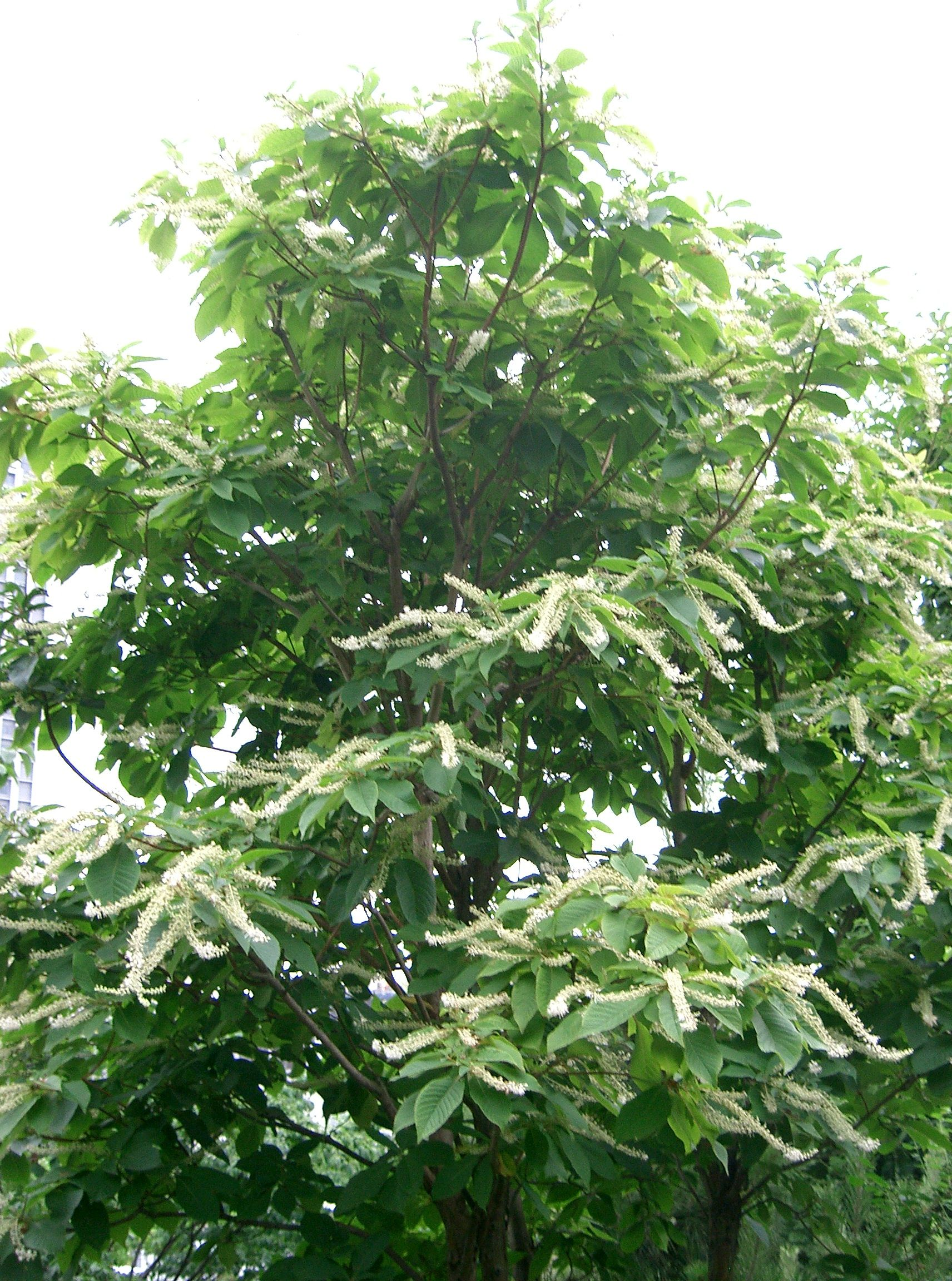
Клетра

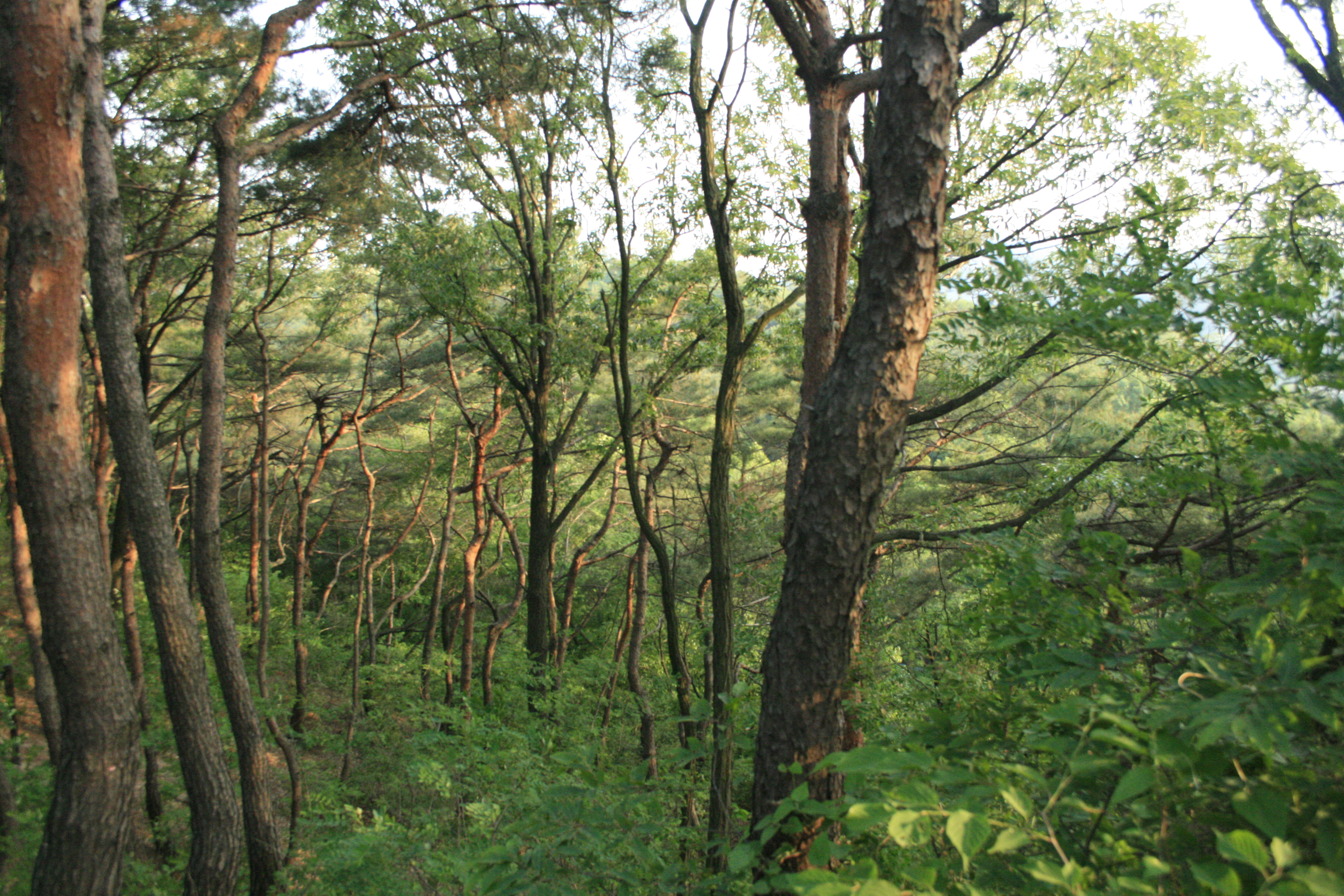
Лес в горах

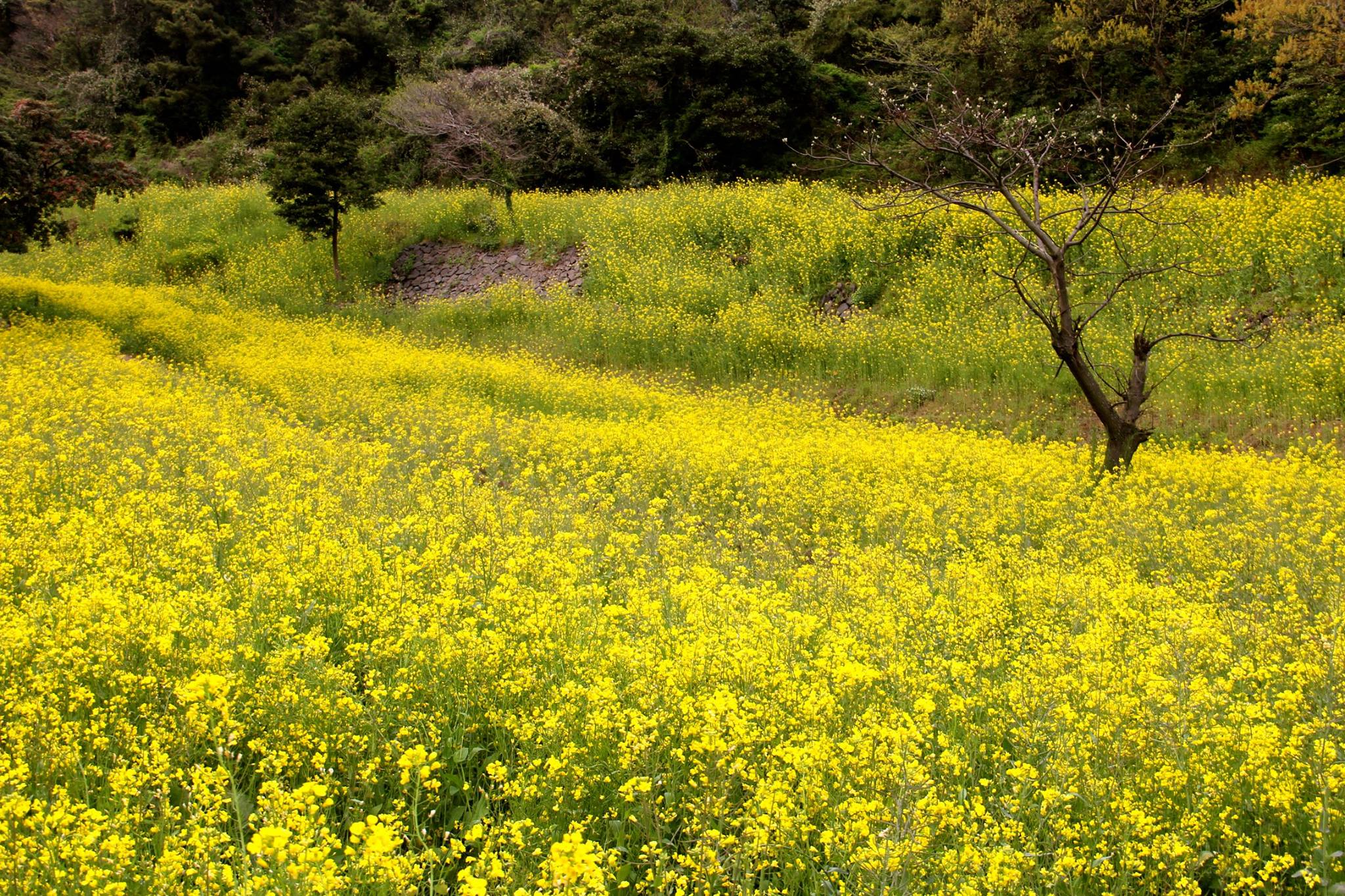
Луг на острове Чеджудо

На территории Северной и Южной Кореи произрастает около 3400 видов сосудистых растений, из которых несколько сотен приходится на древесные. В хвойных и хвойно-широколиственных лесах встречаются как типично таёжные породы — ель, пихта белокорая, так и более теплолюбивые — корейский кедр, пихта чёрная, тис, туя. На юге страны и Уллындо появляются пихта корейская, тсуга Зибольда, сосна мелкоцветковая, торрея и головчатый тис.
Из широколиственных пород распространены: дубы, каштан, липы,
калопанакс, клёны (мелколистный, дланевидный, зеленокорый…), грабы (4 в.). Попадаются также: бук Энглера, платикария, хмелеграб, магнолии (Зибольда и кобус), альбиция, павловния, хурма (кавказская и восточная), конфетное дерево, шелковицы, пикрасма, вишни (сакура и др.).
На сухих участках встречаются: сосны (красная и чёрная), можжевельники, туя восточная, каркасы (китайский, корейский…), лаковое дерево, сумах китайский, персик (слива Давида), абрикосы (маньчжурский и др.), жужуба, гемиптелея, кёльрейтерия. В подлеске распространены: рододендроны (Шлиппенбаха и остроконечный), миндаль, вейгела, форзиция, палиурус, виды леспедецы, индигоферы, спиреи и зантоксилума.
На влажных местах кое-где уцелели леса с участием следующих деревьев: ясень, вяз,
дзельква, орех, лапина, бархат, гледичия, кладрастис. В нижних ярусах встречаются: снежноцвет притупленный и сирень амурская, маакия, клён (трёхцветковый, маньчжурский, гиннала…), кизил (спорный, коуса…), стиракс, ирга, яблоня, груша (уссурийская, грушелистная…), черёмуха. В подлеске присутствуют различные виды дейции, гортензии, чубушника, элеутерококка, рябинника, калины, жимолости, бересклета, смородины…
Имеется много листопадных лиан: виноград, девичий виноград, актинидия, лимонник, акебия, кирказон, пуэрария, древогубец, трихозант…
В субтропических лесах присутствует значительное число вышеупомянутых листопадных пород. К более типичным субтропическим
относятся: вечнозелёные дубы (5 в.), кастанопсис, 13 видов лавровых (из родов коричник, махил, литсея…), 5 видов падуба, михелия, дендропанакс, элеокарпус, бадьян, восковница красная, идезия, бумажное дерево… В полеске растут: фатсия, камелия, рододендрон (R. weyrichii), ардизия, аукуба, самшит, османтус, маллотус, рафиолепис, смолосемянник, фотиния и др. Деревья переплетены лианами: цезальпинией, перцем, плющом, кадсурой, виноградом, кайратией, схизофрагмой, фикусом, стефанией и т. д.

## Животный мир
Более 1000 видов животных, пресмыкающихся и птиц населяют Южную Корею. Для сохранения природного богатства страны в Южной Корее закладываются заповедники и национальные парки. На территориях некоторых парков и заповедников расположены также рукотворные достопримечательности: храмы, музеи, выставочные площадки.
Особенность местной фауны состоит в удивительном сочетании видов из субтропиков и таёжных районов. В лесах обитают такие хищники, как бенгальский тигр, леопард, рысь и медведь. Их главной добычей являются косули, кабаны и олени. Лисицы, выхухоли, белки, изюбры населяют лесные массивы республики.
Чайки и кряквы ведут борьбу за ужин или обед на южнокорейских озерах. Утки, аисты и дикие гуси селятся в устьях местных рек. Журавли и цапли стремятся вить гнезда возле болотистой местности.
В водоёмах страны обитают угорь, судак, карась и карп. На побережье добывают рыбу-саблю, леща, сибаса.